# Shin’ichirō Kuwada
Shin’ichirō Kuwada (japanisch 桒田 慎一朗 Kuwada Shin’ichirō; * 6. Dezember 1986 in der Präfektur Hiroshima) ist ein ehemaliger japanischer Fußballspieler.

## Karriere
Kuwada erlernte das Fußballspielen in der Jugendmannschaft von Sanfrecce Hiroshima. Seinen ersten Vertrag unterschrieb er 200 bei Sanfrecce Hiroshima. Der Verein spielte in der höchsten Liga des Landes, der J1 League. 2007 erreichte er das Finale des Kaiserpokal. Am Ende der Saison 2007 stieg der Verein in die J2 League ab. 2008 wurde er mit dem Verein Meister der J2 League und stieg in die J1 League auf. 2010 erreichte er das Finale des J.League Cup. Für den Verein absolvierte er 55 Ligaspiele. 2011 wechselte er zum Zweitligisten Fagiano Okayama. Für den Verein absolvierte er 46 Ligaspiele. Danach spielte er bei Nakhon Ratchasima FC. Ende 2014 beendete er seine Karriere als Fußballspieler.

## Erfolge
Sanfrecce Hiroshima
- J.League Cup

Finalist: 2010
- Kaiserpokal

Finalist: 2007
- Supercup: 2008